# Mattan Ier
Mattan ou Mettenos Ier fut roi de Tyr vers 830 à 821 av J.C.
Fils du roi Baal-Ezer II, qui vécut trente deux ans et régna vingt-neuf ans. Il fut le père de Pumiatom et d'Élissa (Didon), la fondatrice mythique de Carthage.

## Sources
- Sabatino Moscati, Les Phéniciens, Paris, Arthème Fayard, coll. « Marabout Université », 1971, 278 p. (ISBN 2501003543)